# Хуяйй ибн Ахтаб
Хуяйй бен Ахтаб (Хуйай бен Ахтабу, Хувай ибн Ахтаб; араб. حيي بن أخطب‎, ивр. חי בן אחיטוב‎) — вождь Бану Надир, еврейского племени Медины в доисламской Аравии. Отец Сафийи бинт Хуяйй, жены Мухаммеда.
Женился на Барра бинт ас-Самауаль из соседнего племени Курайза, и родил от неё как минимум одного сына и двух дочерей. Барра бинт ас-Самауаль происходила из уважаемой арабско-еврейской семьи. Её отец был поэтом Ас-Самауаль бен Адия.
Хуяйй, по описаниям, был «мужественным воином» и «образованным человеком». Ибн Хишама, его биограф, называет его врагом Аллаха.

## Конфликт с мусульманами и изгнание из Медины
После битвы при Бадре один из руководителей Бану Надира Каб ибн аль-Ашраф решил пойти на курайшитов. Это было воспринято как нарушение Конституции Медины, подписанной Каабом ибн аль-Ашрафом, в которой запрещалась «любая поддержка» курайшитов. Некоторые источники предполагают, что во время визита в Мекку Kaаб заключил договор с Абу Суфьяном, предусматривающий сотрудничество между курайшитами и евреями. Другие историки цитируют Кааба ибн аль-Ашрафа, который написал поэтическую хвалебную речь в честь убитых курайшитов; позже он также стал писать эротические стихи о мусульманских женщинах. Эта поэзия повлияла на многих, она рассматривалась как документ против Конституции Медины. Мухаммед призвал своих последователей убить Kaаба. Мухаммед ибн Маслама предложил свои услуги. Притворившись противником Мухаммеда Мухаммед ибн Маслама и его товарищи ночью выманили Kaаба из крепости и убили, несмотря на его отчаянное сопротивление. После убийства евреи стали опасаться за свою жизнь.
В июле 622 года двое мужчин были убиты во время перестрелки, в которой были задействованы мусульмане. В результате Мухаммед пошел к Бану Надир, требуя, чтобы они оплатили действия наемного убийцы. Первоначально большинство в клане (кроме Хувая ибн Ахтаб ан-Надари) отнеслись положительно к просьбе Мухаммеда. Однако когда ибн Убайы сообщил ибн Ахтабу о своем намерении вместе с союзническими кочевниками напасть на Мухаммеда, было решено отложить оплату и в результате были высланы из Медины. Совместно с курайшитами Бану Надир планировали Битву у рва.
Мухаммед немедленно покинул местность, обвинив Бану Надир в желании убить его, говоря, что узнал это через откровение (хотя возможно от Мухаммеда ибн Маслама).
Мухаммед окружил клан Бану Надир. Он приказал, чтобы они сдали свое имущество и уехали из Медины в течение десяти дней. В Бану Надир сначала решили подчиниться, но «часть людей Медины», которые не были сторонниками Мухаммеда, отправили сообщение руководителям клана, говоря: «Протяните (время) и защитите себя; мы не сдадим Вас Мухаммеду. Если Вы подвергнетесь нападению, то мы будем бороться с Вами. И если Вас вышлют, то мы пойдем с Вами». Хуйай ибн Ахтаб решил оказать сопротивление, надеясь, кроме того, на помощь Бану Курайза, несмотря на разногласия внутри клана. Бану Надир были богаты и занимали часть лучших земель Медины.. Осада продлилась в течение 14 дней. Обещанной помощи осажденные не дождались. Мухаммед приказал сжечь и вырубить все пальмы вокруг. Бану Надир были вынуждены сдаться.
Бану Надир прошествовали через Медину под музыку труб и тамбуринов на 600 верблюдах.. Большинство клана Бану Надир нашли убежище среди евреев Хайбары, остальные эмигрировали в Сирию. Согласно свидетельству ибн Исхака, руководители Бану Надира пошли в Хайбару. Когда они прибыли в город, еврейские жители Хайбары стали подвергаться преследованиям.

## Битва у рва
Хуйай и руководители Бану Надир образовали партия против Мухаммеда. Они пошли в Хайбар вместе с двумя руководителями из колена Бану Ваили к курайшитам, и пригласили их сформировать коалицию против Мухаммеда. Они убедили клан Кафтар вступить в бой, пообещав половину урожая Хайбары кочевым племенам при условии, что они выступят с ними против мусульман. Абу Суфьян, военачальник курайшитов, воспользовавшись финансовой помощью от Бану Надир, собрал войско из 10,000 мужчин. Мухаммед смог набрать приблизительно 3000 мужчин. Он, однако, использовал новую форму защиты, неизвестную в Аравии в то время: мусульмане вырыли траншею в тех местах, где Медина была открыта для нападения конницы. Идею приписывают персам, принявшим ислам. Осада Медины началась 31 марта 627 года и длилась в течение двух недель. Войска Абу Суфьяна оказались не подготовленными к сопротивлению, с которым столкнулись, и после неэффективной осады, длящейся несколько недель, коалиция решила вернуться домой.
В 628 году Мухаммед напал на Хайбару после заключения Худайбийского соглашения. Хотя евреи оказали отчаянное сопротивление, отсутствие центральной команды и неготовность к длительной осаде определили результат сражения в пользу мусульман. Когда все, кроме двух крепостей, было захвачено, евреи договорились о своей капитуляции. По условиям заключенного кабального договора евреи должны были отдавать половину ежегодной продукции мусульманам, а сама земля становилась коллективной собственностью мусульманского государства.
В ходе битвы при Хайбаре был Хуйай был убит, а его дочь Сафия в числе других представителей племени была взята в плен.
Увидев пленённую Сафию, пророк Мухаммед взял её себе в наложницы, а затем освободил её из рабства и женился на ней.